# Hideo Fujimoto
Hideo Fujimoto (Tokushima, Japón, 24 de junio de 1944) es un deportista japonés retirado especialista en lucha grecorromana donde llegó a ser subcampeón olímpico en México 1968.

## Carrera deportiva
En los Juegos Olímpicos de 1968 celebrados en México ganó la medalla de plata en lucha grecorromana estilo peso pluma, tras el luchador soviético Roman Rurua (oro) y por delante del rumano Simion Popescu (bronce).